# Winchester
Winchester este un oraș și un district ne-metropolitan din Regatul Unit, situat în comitatul Hampshire, regiunea South East, Anglia. Districtul are o populație de 110.000 locuitori, din care 40.000 locuiesc în orașul Winchester propriu zis.

## Istoric
Winchester a fost capitala Angliei în secolele X-XI iar anterior fusese capitala Regatului Wessex.

## Monumente
- Catedrala din Winchester

## Orașe în cadrul districtului
- Bishop's Waltham
- Winchester